# 아메리칸 뮤직 어워드
아메리칸 뮤직 어워드(American Music Award)는 미국의 연간 음악 시상식으로 보통 가을에 개최된다. ABC사의 그래미 어워드 방영권이 만료되면서 딕 클라크가 1973년에 기획했으며, 1974년 2월 19일 제1회 시상식이 개최되었다. 2005년 시상식까지는 산업 관계자 투표로 수상 및 후보자를 결정했으나, 2006년 시상식부터는 시상식 공식 웹사이트를 통한 대중 투표로 수상자가 결정된다.

## 시상식
| #  | 날짜             | 호스트                                                                    | 장소                        |
| -- | ---------------- | ------------------------------------------------------------------------- | --------------------------- |
| 1  | 1974년 2월 19일  | 로저 밀러, 헬렌 레디, 스모키 로빈슨                                       | 얼 카롤 시어터              |
| 2  | 1975년 2월 18일  | 로이 클라크, 헬렌 레디, 슬라이 스톤                                       | 산타 모니카 시빅 오디토리움 |
| 3  | 1976년 1월 31일  | 글렌 캠벨, 아레사 프랭클린, 올리비아 뉴턴존                               | 산타 모니카 시빅 오디토리움 |
| 4  | 1977년 1월 31일  | 글렌 캠벨, 헬렌 레디, 루 롤스                                             | 산타 모니카 시빅 오디토리움 |
| 5  | 1978년 1월 16일  | 글렌 캠벨, 나탈리 콜, 데이비드 소울                                       | 산타 모니카 시빅 오디토리움 |
| 6  | 1979년 1월 12일  | 글렌 캠벨, 헬렌 레디, 도나 서머                                           | 산타 모니카 시빅 오디토리움 |
| 7  | 1980년 1월 18일  | 엘튼 존, 토니 텐닐, 나탈리 콜                                             | ABC 스튜디오                |
| 8  | 1981년 1월 30일  | 맥 데이비스, 크리스탈 게일, 테디 펜더글라스                               | ABC 스튜디오                |
| 9  | 1982년 1월 25일  | 글렌 캠벨, 시나 이스턴, 도나 서머                                         | 슈라인 오디토리움           |
| 10 | 1983년 1월 17일  | 맥 데이비스, 아레사 프랭클린, 멜리사 맨체스터                             | 슈라인 오디토리움           |
| 11 | 1984년 1월 16일  | 라이오넬 리치                                                             | 슈라인 오디토리움           |
| 12 | 1985년 1월 28일  | 라이오넬 리치                                                             | 슈라인 오디토리움           |
| 13 | 1986년 1월 27일  | 다이애나 로스                                                             | 슈라인 오디토리움           |
| 14 | 1987년 1월 26일  | 다이애나 로스                                                             | 슈라인 오디토리움           |
| 15 | 1988년 1월 25일  | 배리 깁, 모리스 깁, 믹 플리트우드, 로빈 깁, 휘트니 휴스턴                 | 슈라인 오디토리움           |
| 16 | 1989년 1월 30일  | 어니타 베이커, 데비 깁슨, 케니 로저스. 로드 스튜어트                      | 슈라인 오디토리움           |
| 17 | 1990년 1월 22일  | 앨리스 쿠퍼, 어니타 베이커, 글로리아 에스테판, 나오미 쥬드, 와이노나 저드 | 슈라인 오디토리움           |
| 18 | 1991년 1월 28일  | 키넨 아이보리 웨이언스                                                    | 슈라인 오디토리움           |
| 19 | 1992년 1월 27일  | MC 해머 & 리바 매킨타이어                                                 | 슈라인 오디토리움           |
| 20 | 1993년 1월 25일  | 바비 브라운, 글로리아 에스테판, 와이노나 저드                             | 슈라인 오디토리움           |
| 21 | 1994년 2월 7일   | 미트 로프, 리바 매켄타이어, 윌 스미스                                     | 슈라인 오디토리움           |
| 22 | 1995년 1월 30일  | 퀸 라티파, 톰 존스, 로리 모건                                             | 슈라인 오디토리움           |
| 23 | 1996년 1월 29일  | 신바드                                                                    | 슈라인 오디토리움           |
| 24 | 1997년 1월 27일  | 신바드                                                                    | 슈라인 오디토리움           |
| 25 | 1998년 1월 26일  | 드루 캐리                                                                 | 슈라인 오디토리움           |
| 26 | 1999년 1월 11일  | 브랜디 노우드 & 멜리사 존 하트                                            | 슈라인 오디토리움           |
| 27 | 2000년 1월 17일  | 놈 맥도날드                                                               | 슈라인 오디토리움           |
| 28 | 2001년 1월 8일   | 브리트니 스피어스 & LL 쿨 J                                               | 슈라인 오디토리움           |
| 29 | 2002년 1월 9일   | 제니 맥카시 & 숀 콤스                                                     | 슈라인 오디토리움           |
| 30 | 2003년 1월 13일  | 잭 오스본, 켈리 오스본, 오지 오스본, 샤론 오스본                          | 슈라인 오디토리움           |
| 31 | 2003년 11월 16일 | 지미 키멀                                                                 | 슈라인 오디토리움           |
| 32 | 2004년 11월 14일 | 지미 키멀                                                                 | 슈라인 오디토리움           |
| 33 | 2005년 11월 22일 | 세드릭 더 엔터테이너                                                      | 슈라인 오디토리움           |
| 34 | 2006년 11월 21일 | 지미 키멀                                                                 | 슈라인 오디토리움           |
| 35 | 2007년 11월 18일 | 지미 키멀                                                                 | 마이크로소프트 시어터       |
| 36 | 2008년 11월 23일 | 지미 키멀                                                                 | 마이크로소프트 시어터       |
| 37 | 2009년 11월 22일 | 빈칸                                                                      | 마이크로소프트 시어터       |
| 38 | 2010년 11월 21일 | 빈칸                                                                      | 마이크로소프트 시어터       |
| 39 | 2011년 11월 20일 | 빈칸                                                                      | 마이크로소프트 시어터       |
| 40 | 2012년 11월 18일 | 빈칸                                                                      | 마이크로소프트 시어터       |
| 41 | 2013년 11월 24일 | 핏불                                                                      | 마이크로소프트 시어터       |
| 42 | 2014년 11월 23일 | 핏불                                                                      | 마이크로소프트 시어터       |
| 43 | 2015년 11월 22일 | 제니퍼 로페즈                                                             | 마이크로소프트 시어터       |
| 44 | 2016년 11월 20일 | 지지 하디드 & 제이 파라오                                                 | 마이크로소프트 시어터       |
| 45 | 2017년 11월 19일 | 트레이시 엘리스 로스                                                      | 마이크로소프트 시어터       |
| 46 | 2018년 10월 9일  | 트레이시 엘리스 로스                                                      | 마이크로소프트 시어터       |
| 47 | 2019년 11월 24일 | 시에라                                                                    | 마이크로소프트 시어터       |
| 48 | 2020년 11월 22일 | 타라지 헨슨                                                               | 마이크로소프트 시어터       |
| 49 | 2021년 11월 21일 | 카디 비                                                                   | 마이크로소프트 시어터       |

## 시상 부문
- 올해의 아티스트
- 올해의 신인 아티스트
- 올해의 콜라보레이션
- 페이버릿 뮤직 비디오
- 페이버릿 트렌딩 노래
- 페이버릿 남성 팝 아티스트
- 페이버릿 여성 팝 아티스트
- 페이버릿 팝 듀오 및 그룹
- 페이버릿 팝 음반
- 페이버릿 팝 노래
- 페이버릿 남성 R&B 아티스트
- 페이버릿 여성 R&B 아티스트
- 페이버릿 R&B 음반
- 페이버릿 R&B 노래
- 페이버릿 남성 컨트리 아티스트
- 페이버릿 여성 컨트리 아티스트
- 페이버릿 컨트리 듀오 및 그룹
- 페이버릿 컨트리 음반
- 페이버릿 컨트리 노래
- 페이버릿 힙합 아티스트
- 페이버릿 힙합 음반
- 페이버릿 힙합 노래
- 페이버릿 라틴 아티스트
- 페이버릿 라틴 듀오 및 그룹
- 페이버릿 라틴 음반
- 페이버릿 라틴 노래
- 페이버릿 락 아티스트
- 페이버릿 인스파이레이셔널 아티스트
- 페이버릿 가스펠 아티스트
- 페이버릿 댄스/일렉트로닉 아티스트

## 최다 수상
| 순위 | 아티스트        | 수상 횟수 |
| ---- | --------------- | --------- |
| 1    | 테일러 스위프트 | 34        |
| 2    | 마이클 잭슨     | 26        |
| 3    | 휘트니 휴스턴   | 22        |
| 4    | 케니 로저스     | 19        |
| 5    | 알라바마        | 18        |
| 5    | 저스틴 비버     | 18        |
| 6    | 캐리 언더우드   | 17        |
| 6    | 가스 브룩스     | 17        |
| 7    | 리바 매킨타이어 | 14        |
| 8    | 리한나          | 13        |
| 9    | 브루노 마스     | 11        |
| 9    | 자넷 잭슨       | 11        |
| 9    | 스티비 원더     | 11        |
| 10   | 머라이어 캐리   | 10        |
| 10   | 랜디 트래비스   | 10        |
| 10   | 팀 맥그로       | 10        |